# Zlatko Sudac
Zlatko Sudac (ur. 24 stycznia 1971) – chorwacki duchowny rzymskokatolicki w diecezji Krk, stygmatyk.

## Życiorys
Pochodzi z Vrbnika, miasta położonego na wyspie Krk w Chorwacji. Przygotowania do kapłaństwa rozpoczął w 1993, po zakończeniu służby wojskowej w armii jugosłowiańskiej. Święcenia kapłańskie przyjął 29 czerwca 1998.
Sudac jest uważany za stygmatyka. Posiada krwawe rany na nadgarstkach, stopach i boku. Na jego czole znajduje się rana w kształcie krzyża, która pojawiła się w maju 1999, po beatyfikacji ojca Pio z Pietrelciny. Obecnie pracuje jako rekolekcjonista centrum na wyspie Mali Lošinj, na południe od Rijeki.